# 第三届全国人民代表大会
中华人民共和国第三屆全國人民代表大會任期由1964年12月至1975年，为历届全国人民代表大会任期最长者。因受1966年“文化大革命”爆發影响，第三屆全國人大只召開一次會議，之后便长期停摆。

## 第一次會議

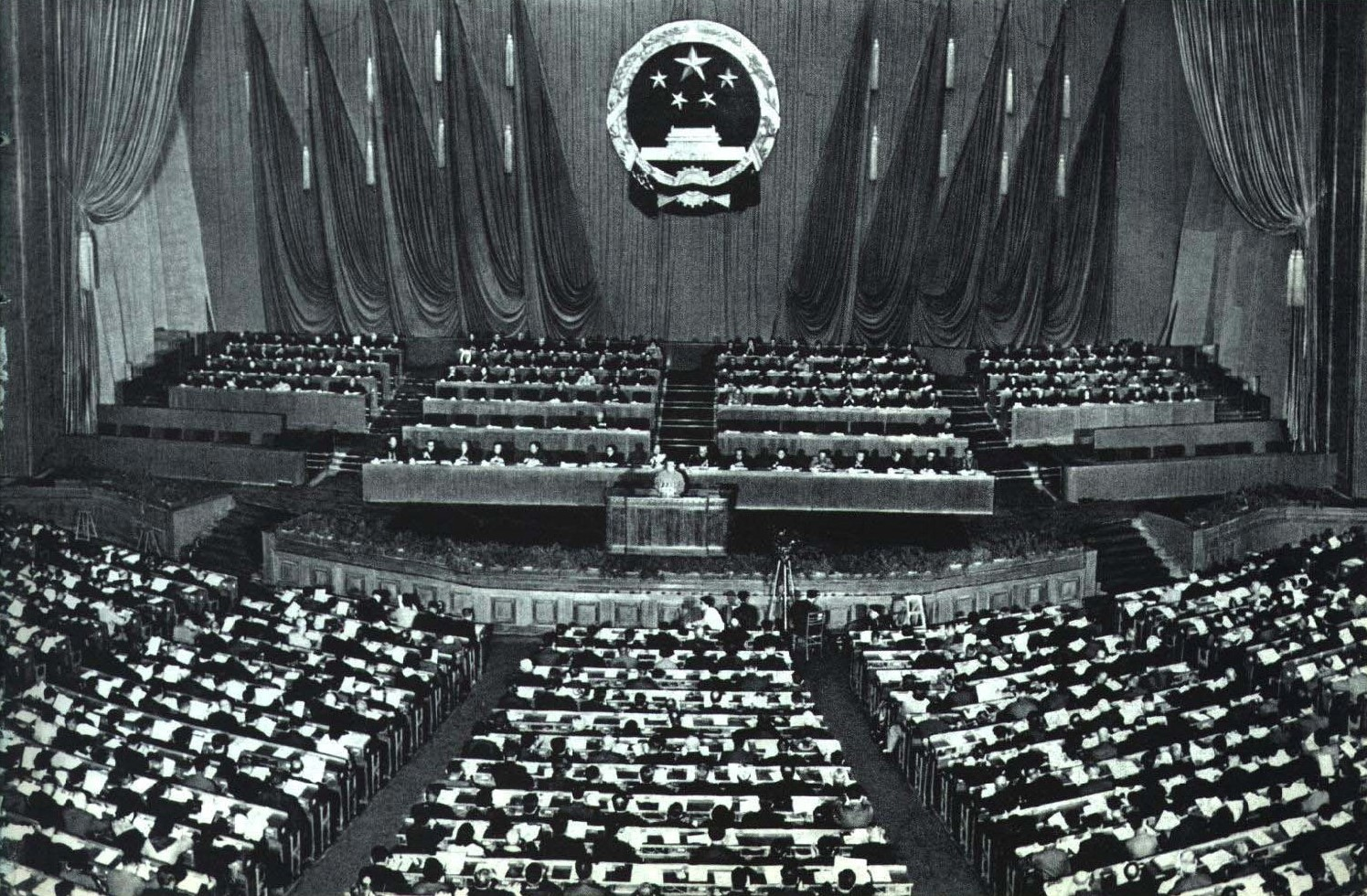
第三届全国人大第一次会议

第三屆全國人民代表大會第一次會議于1964年12月21日至1965年1月4日在北京召開，出席代表3040人。會議聽取了國務院總理周恩來作《政府工作報告》。會議還分別聽取了最高人民法院院長謝覺哉、最高人民檢察院檢察長張鼎丞向大會作的工作報告。
會議選舉劉少奇為中華人民共和國主席、宋慶齡、董必武為副主席，選舉朱德為全國人大常委會委員長，並選舉彭真、劉伯承、李井泉、康生、郭沫若、何香凝、黃炎培、陳叔通、李雪峰、徐向前、楊明軒、程潛、賽福鼎·艾則孜（維吾爾族）、林楓、劉寧一、張治中、阿沛·阿旺晉美、周建人為全國人大常委會副委員長，並由劉少奇提名周恩來為國務院總理。會議通過了關於全國人大常委會工作報告的決議、關於最高人民法院工作報告和最高人民檢察院工作報告的決議。

### 选举／任命结果
- 第三届全国人民代表大会常务委员会委员长：朱德
- 第三届全国人民代表大会常务委员会副委员长：彭真、劉伯承、李井泉、康生、郭沫若、何香凝、黃炎培、陳叔通、李雪峰、徐向前、楊明軒、程潛、賽福鼎·艾則孜、林楓、劉寧一、張治中、阿沛·阿旺晉美、周建人
- 第三届全国人民代表大会常务委员会秘书长：劉寧一（兼）
- 第三屆全國人民代表大會常務委員會委員：97人
- 中华人民共和国主席：劉少奇
- 中华人民共和国副主席：宋庆龄、董必武
- 国务院总理：周恩來
- 国务院副总理：林彪、陈云、邓小平、贺龙、陈毅、柯庆施、乌兰夫、李富春、李先念、谭震林、聂荣臻、薄一波、陆定一、罗瑞卿、陶铸、谢富治
- 最高人民法院院长：杨秀峰
- 最高人民檢察院检察长：张鼎丞